# Денис, Луис Фелипе
Луис Фелипе Денис Диас (исп. Luis Felipe Denis Díaz; 11 октября 1931, Лас-Вильяс — 3 марта 1987, Гавана) — кубинский генерал МВД, член ЦК Коммунистической партии Кубы, сподвижник Фиделя Кастро. Активный участник свержения Батисты и подавления Восстания Эскамбрай, начальник Бюро по борьбе с бандитами. Руководил кубинской миссией МВД в Анголе. Занимал высокие посты в системе МВД и органах госбезопасности Кубы.

## Подпольщик и партизан
Родился в семье коммерсанта из провинции Лас-Вильяс (ныне провинция Санкти-Спиритус). С юности придерживался марксистских взглядов, был противником режима Фульхенсио Батисты. Учился на юридическом факультете Гаванского университета, но оставил учёбу, присоединившись к Кубинской революции.
Состоял в Социалистической молодёжи — молодёжной организации Народно-социалистической партии. Затем примкнул к Движению 26 июля. Активно действовал в антиправительственном подполье. В 1958 присоединился к партизанской армии. Участвовал в боях с войсками Батисты. В январе 1959 вступил в Гавану в колонне Че Гевары.

## Служба в МВД

### Контрповстанческие операции
После победы революции Луис Фелипе Денис, соответственно подпольным навыкам, занимался формированием кубинских органов госбезопасности. Служил в армейском департаменте расследований — первой структуре спецопераций и политического сыска при правительстве Фиделя Кастро. В 1960 в звании лейтенанта был направлен на подавление антикоммунистического Восстания Эскамбрай.
Луис Фелипе Денис под руководством провинциального уполномоченного МВД Анибаля Веласа возглавлял оперативную службу региональных органов госбезопасности G-2, с июля 1962 — Buró de Bandas Escambray (BBE, Бюро по борьбе с бандитами). Принимал руководящие указания от самого Фиделя Кастро. Формировал сеть информаторов, планировал и осуществлял контрповстанческие спецоперации. Курировал ставших легендарными агентов Филиберто Кабреру и Альберто Дельгадо.
До 1965 Денис пробыл в Эскамбрае. Со своим BBE он сыграл важную роль в ликвидациях лидеров восстания — главнокомандующих повстанческой армией Освальдо Рамиреса и Эмилио Карретеро, повстанческих командиров Бласа Тардио, Селестино Рохаса, Маро Борхеса . Рамирес, Тардио, Рохас были убиты в боях, Карретеро и Борхес захвачены в результате спецопераций и расстреляны.

Денис был душой и мозгом всей работы в Эскамбрае.

Розыск бывших повстанцев, особенно причастных к убийствам информаторов G-2/BBE, продолжался годами после подавления восстания. Это направление также курировал Луис Фелипе Денис. Широкую известность получили обстоятельства ареста Хуна Моралеса, бывшего боевика из отряда Карретеро.

### Центральный аппарат
Оперативные достижения в Эскамбрае значительно укрепили позиции Дениса в служебной и политической иерархии. Он дослужился до звания бригадного генерала, возглавлял управление контрразведки МВД, национальную полицию, миссию кубинского МВД в Анголе (кубинские инструкторы участвовали в формировании ангольской службы госбезопасности ДИСА в первые годы гражданской войны).
Около тридцати пяти лет Луис Фелипе Денис принадлежал к ключевым фигурам кубинских спецслужб. Состоял в ЦК Коммунистической партии Кубы. Уделял большое внимание идеологической подготовке кадров МВД в духе коммунизма и фиделизма. Отличался личной преданностью Кастро-старшему.

## Память
Скончался Луис Фелипе Денис от тяжёлой болезни в возрасте 55 лет. Его имя окружено официальным почётом, в Санта-Кларе установлен бронзовый бюст. Наименование General de Brigada Luis Felipe Denis носит учебное заведение МВД в провинции Вилья-Клара (подготовка руководящих офицерских кадров для управлений МВД в провинциях Вилья-Клара, Санкти-Спиритус, Сьенфуэгос).